# Nord-du-Québec

Localização da região administrativa de Nord-du-Québec no Quebec.

O Nord-du-Québec (em português:  Norte do Quebec) é uma região administrativa da província canadense do Quebec. A região possui 718 229 km², 39 892 habitantes e uma densidade demográfica de 0,1 hab./km². Está dividida em uma regionalidade municipal e em 50 municípios. É a maior e menos populosa região administrativa da província.

## Equivalente a regionalidade municipal
- Eeyou Istchee
- Jamésie
- Kativik